# Там-там
Там-там е музикален перкусионен инструмент от групата на металните идиофони. По име там-тамът често е бъркан с том-тома, а по външен вид — с гонга.

## Устройство
Там-тамът е плосък метален кръгъл лист с извити навън краища, които образуват така наречения „перваз“. В зоната където има най-ниско ниво на вибрации са пробити отвори. Това дава възможност на инструмента да виси с прокаран през него памучен шнур, закачен на алуминиева стойка, която има формата на буквата П. Стойките имат колела, което позволява инструментът лесно да бъде местен от едно място на друго. За разлика от гонга, който има в центъра си полусферична изпъкнала част наречена „кубе“, там-тамът е плосък.
Повечето там-тами са изработени от бронз, като изработката им е чрез леене или коване.
Най-качествените там-тами се произвеждат в Япония, Китай, Мианмар, остров Ява.
Има диаметър 35-150 см., плътност от 1-3 мм и тегло 0,5 – 50 кг. Предвид голямото разнообразие от размери, които създават разлики в звука и теглото, при там-тамите за симфоничен оркестър е наложен стандартът от 70 см в диаметър.

## Историческо развитие и употреба
Там-тамът произхожда от Китай, като след 7 век пр. Хр. започва постепенно да се разпространява в източна Азия. Причината за широкото му разпространение в далечния Изток е влиянието, което оказват над големите перкусионни оркестри гамелан, състоящи се от множество различни по вид там-тами, металофони и гонгове. Музиката изпълнявана от гамеланите има ритуални функции.
Предполага се, че там-тамът навлиза в симфоничния оркестър по време на нашествията на турските войски в Европа през 17 век. През 1791 г. Франсоа Жозеф Госек включва там-там в своя марш „Мирабо“, но до края на 19 век там-тамът се използва за звукови ефекти и за подчертаване на кулминацията на произведенията и озвучаване на батални сцени поради своята патетика, героизъм и мащабност на звука. Други композитори използвали инструмента са Гаспар Спонтини, Луиджи Керубини и Даниел Щайбелт.
В началото на 20 век започва да бъде използван много по сериозно и активно. Рихард Щраус за първи път използва там-там, като отбелязва също и продължителността на тона в партитурите на своите произведения. Там-тамът става пълноправен член на перкусионната секция на симфоничния оркестър.
От 1960 г. започва да се експериментира активно с неговия звук и тембър, като се използват всякакви палки и предмети, с които може да се трие, разтриса или удря по инструмента. През 1964 г. Карлхайнц Щокхаузен в произведението си „Микрофония“ № 1 за първи път използва там-тама като солов инструмент. В наши дни се използва в соловата, камерната и оркестровата музика.